# 自然资源部北海局

国家海洋局北海分局标志

自然资源部北海局是中华人民共和国自然资源部派驻中华人民共和国山东省青岛市的海洋行政管理的机构。国家海洋局北海分局成立于1965年7月，最初由海军代管，主要负责对江苏和山东交界的绣针河口以北的中国海域进行管理。1999年北海分局成立海监支队，目前下辖海监北海总队，拥有三支海监支队、一只海监航空支队和一只海监维权执法支队。2014年当时最先进的海警1306船入编海监北海总队。